# District de Xiangqiao
Le district de Xiangqiao (湘桥区 ; pinyin : Xiāngqiáo Qū) est une subdivision administrative de la province du Guangdong en Chine. Il est placé sous la juridiction de la ville-préfecture de Chaozhou.

## Personnalités
- Jao Tsung-i (1917-2018) Sinologue et historien hongkongais natif de la ville